# Paradrina infusca
Paradrina infusca là một loài bướm đêm trong họ Noctuidae.